# 武子太郎
武子 太郎（たけし たろう、1982年5月7日 - ）は、東京都新宿区出身の俳優。フリーとして活動している。以前はギフトに所属していた。
身長163cm。血液型は、B型。趣味は読書、運動。東京都立青山高等学校卒業。
2009年、舞台「めくるめくセックス」（劇団シンクロ少女）の演技で2009佐藤佐吉優秀助演男優賞を受賞。

## 出演

### テレビドラマ
- どぴんち!（2011年）
- リッチマン、プアウーマン（2012年）
- ガリレオXX 内海薫最後の事件 愚弄ぶ（2013年）
- 家族ゲーム 第6・9話（2013年） - 羽間 役
- 救命病棟24時5 第6話（2013年） - サカモト 役
- ぴんとこな 第8話（2013年）
- 金曜プレステージ 捜査一課・澤村慶司 第2作「執着」（2014年） - 折口真 役
- PANIC IN 第3話（2015年）
- 人間観察ミーティングドラマ ただいま会議中（2015年）
- よろず屋ジョニー（2015年）
- 相棒15 第4話（2016年） - 古内繁治 役

### 映画
- バンクーバーの朝日（2014年12月20日公開、東宝） - ボブ白石 役

### 舞台
- 早春ヤングメン
- 明解! 寄生虫学入門
- 絹5
- カバキコマチグモ
- ボクらがなりたいベスト3
- 絹6
- チアブラザーズ
- 編み上げブーツでハッシュドビーフ!
- トブダケ
- 水源の椅子
- ドキドキしちゃう
- オレンジ
- 河を渡る
- 曖昧な日々
- SHAKE 〜あんまり激しく揺さぶるもんだから〜
- ヨバヒ
- 青空のクラゲ
- 愛し愛されて生きるのさ
- ECO LOVE 〜愛しあったって無駄〜
- セサミストレート
- 絡まり合って、カラメル。
- 赤い褌
- 週刊少年カカフカカ
- 東京は雨が少ない
- めくるめくセックス
- BIG2
- POP'n 箱ティッシュ、アマンダ!
- 十零
- 花月
- 虫喰いだらけで、アナーキー。
- 廃墟ブーム
- 不躾なQカップ
- 空間
- HELLO!
- A-K Change GA Jammer
- 掏摸 - スリ-
- すべての夜は朝へと向かう
- バタフライ
- 夏葉亭一門会vol.8
- Woyzeck／W
- 別れても好きな人 2014
- 七人のふたり
- もっとも迷惑な客死
- ある盗聴